# Wayne Odesnik

Wayne Odesnik (n. 21 de noviembre de 1985 en Johannesburgo, Sudáfrica) es un jugador de tenis profesional de los Estados Unidos. 

## Carrera
Su mejor ranking individual es el N.º 77 alcanzado el 13 de abril de 2009, mientras que en dobles logró la posición 393 el 12 de mayo de 2008.
Ha logrado hasta el momento 7 títulos de la categoría ATP Challenger Tour. Solo alcanzó una final de ATP en su carrera , la cual perdió ante Lleyton Hewitt. En 2008 alcanzó la tercera ronda del Abierto de Francia logrando vencer en primera ronda al argentino Guillermo Cañas, quien es su actual entrenador.

### 2006
En 2006 Odesnik ganó tres títulos individuales en el circuito de Futures. Perdió en sets corridos ante Raemon Sluiter en US Open 2005. Venció a Scott Oudsema, en su primer título Future del año en Little Rock (Arkansas). Posteriormente ganó el título del Challenger de Milán sobre el medallista de bronce olímpico Arnaud di Pasquale en tres sets en la final.

### 2007
En eventos Challenger , llegó a la final de Karlsruhe, donde perdió ante Mischa Zverev. Realizó una buena actuación en el Masters de Canadá 2007. En la calificación derrotó a Jan Hernych. Luego pasó al cuadro principal donde derrotó a Ivan Ljubičić en tres sets , antes de caer derrotado en segunda ronda ante el canadiense Frank Dancevic.
En el Abierto de EE. UU. 2007, Odesnik venció a Danai Udomchoke de Tailandia por 7-5 en el quinto set para llegar a la segunda ronda. Luego cayó derrotado ante el eventual cuartofinalista Juan Ignacio Chela.

### 2008
En febrero, en el Torneo de San José, Odesnik derrotó a Donald Young. En abril, en el Torneo de Houston, venció a Dudi Sela y a Sergio Roitman. En el Campeonato del Mundo por equipos en Alemania en mayo derrotó a Ivo Minář y en dobles él y su socio James Blake vencieron a Lucas Arnold y Sebastián Prieto, y a los checos Tomáš Berdych y Pavel Vizner.
A principios de 2008 Odesnik estaba siendo entrenado por Félix Mantilla, el especialista en canchas de arcilla española. En el Abierto de Francia en mayo, venció por 7-6, 7-6 y 7-6 al argentino Guillermo Cañas en un partido muy apretado de tres horas y 46 minutos que le supuso su pasaje a la ronda 2 de este Grand Slam. Luego venció a Hyung- Taik Lee en la siguiente ronda.
En Wimbledon llegó a la cancha contra el cabeza de serie 24, Jarkko Nieminen. Pero sucumbió a las lesiones después de perder el primer set por 6-3. Odesnik se sometió a rehabilitación en un músculo abductor en la cadera izquierda. Un pequeño desgarro en la ingle que había sufrido en un torneo en Polonia.
En agosto venció a Bobby Reynolds en Los Ángeles, Sébastien Grosjean en New Haven, y a Fabio Fognini en el US Open.

### 2009
En abril en el Torneo de Houston, Odesnik derrotó al tercer cabeza de serie, Jürgen Melzer de Austria (ganó el 94% de puntos con su segundo servicio), posteriormente venció a su compatriota John Isner y derrotó a Björn Phau en las semifinales para llegar a su primera final ATP World Tour, en la que perdió ante el australiano Lleyton Hewitt.Tras el torneo, recibió su mejor ranking en lo que va de su carrera, alcanzando la posición 77.

### 2010
El 26 de marzo de 2010, Odesnik se declaró culpable de la importación de HGH a Australia, antes del Brisbane International, un evento de preparación para el Abierto de Australia. Fue multado con 7000 dólares, y se enfrentó a un destierro de varios años del tenis profesional.
El 19 de mayo de 2010, Odesnik fue suspendido inicialmente por dos años, más tarde se redujo a un año, después de declararse culpable de la importación de la hormona de crecimiento humano en Australia. La suspensión estaba fechada a 29 de diciembre de 2009. Como parte de la prohibición, sus resultados desde el 29 de diciembre fueron borrados y que estaba obligado a renunciar a sus puntos de ranking y premios. Odesnik obtuvo el lugar número 114 y había ganado más de $ 90,000 en premios en 2010.

### 2011
Sin clasificar, Odesnik recibió una wild card para el cuadro principal de un torneo Futures EE. UU. F1, y llegó a los cuartos de final. A la semana siguiente, de nuevo como comodín, se retiró de su partido de segunda ronda de clasificación. A medida que la temporada avanzaba, Odesnik ganó un par de títulos de individuales en los eventos Challenger: Challenger de Savannah, donde derrotó a Donald Young en la final, y en el Challenger de Lexington, donde venció a James Ward.

### 2012
Odesnik comenzó el año como el sexto preclasificado en el Seguros Bolívar Open Bucaramanga, un evento Challenger, donde ganó el título de individuales al derrotar al rumano Adrian Ungur en la final. No perdió un solo set durante el torneo.

### 2014
Comienza el año victorioso al ganar el Visit Panamá Cup, torneo challenger disputado en la ciudad de Chitré en Panamá. Derrotó en la final al taiwanés Jimmy Wang.

### 2015
El 18 de marzo de 2015 Odesnik recibió una prohibición de 15 años después de una segunda violación de dopaje.

## Títulos; 7 (7 + 0)
| Leyenda                     | Individuales | Dobles |
| --------------------------- | ------------ | ------ |
| Grand Slam                  | 0            | 0      |
| ATP World Tour Finals       | 0            | 0      |
| ATP World Tour Masters 1000 | 0            | 0      |
| ATP World Tour 500 Series   | 0            | 0      |
| ATP World Tour 250 Series   | 0            | 0      |
| ATP Challenger Series       | 7            | 0      |

### Individuales

#### Títulos
| Nº | Fecha      | Torneo                    | Superficie    | Rival en la final  | Resultado      |
| -- | ---------- | ------------------------- | ------------- | ------------------ | -------------- |
| 1. | 19.06.2006 | Challenger de Milán       | Tierra batida | Arnaud Di Pasquale | 5-7 6-2 7-6(5) |
| 2. | 08.10.2007 | Challenger de Sacramento  | Dura          | Yen-Hsun Lu        | 6-2 6-3        |
| 3. | 26.01.2009 | Challenger de Carson      | Dura          | Scoville Jenkins   | 6-4 6-4        |
| 4. | 02.05.2011 | Challenger de Savannah    | Dura          | Donald Young       | 6–4, 6–4       |
| 5. | 18.07.2011 | Challenger de Lexington   | Dura          | James Ward         | 7–5, 6–4       |
| 6. | 29.01.2012 | Challenger de Bucaramanga | Tierra batida | Adrian Ungur       | 6–1, 7–6(4)    |
| 7. | 02.02.2014 | Challenger de Chitré      | Dura          | Jimmy Wang         | 5-7, 6-4, 6-4  |

#### Finales ATP
| Nº | Fecha      | Torneo            | Superficie    | Rival en la final | Resultado |
| -- | ---------- | ----------------- | ------------- | ----------------- | --------- |
| 1. | 06.04.2009 | Torneo de Houston | Tierra batida | Lleyton Hewitt    | 2-6 5-7   |